# Upfield
Upfield BV is een Nederlands voedingsbedrijf dat meerdere merken margarine, voedingssmeersels en plantaardig voedsel bezit, waaronder Becel en Blue Band. Het stelt dat het het grootste op planten gebaseerde bedrijf in verpakte consumentengoederen ter wereld is, actief in 95 landen.
Upfield werd afgesplitst van Unilever en in 2018 gekocht door investeringsmaatschappij KKR voor US$ 8,04 miljard.

## Geschiedenis
Hoewel de divisie Food Spreads van Unilever een stevige winstmarge handhaafde, daalde de omzet in de 21e eeuw doordat veel consumenten overstapten op boter. In de vijf jaar voorafgaand aan 2014 daalde de verkoop van margarine met 6%, terwijl de verkoop van boter met 7% steeg.
Na een overnamepoging van Kraft Heinz in februari 2017 beloofde Unilever-topman Paul Polman investeerders om het rendement te verhogen. In april van datzelfde jaar zette Unilever de divisie margarine en spreads te koop met de bedoeling de netto contanten uit de verkoop terug te geven aan de aandeelhouders.
De verkoop leidde tot een biedingsoorlog tussen buy-outbedrijven, waaronder Apollo Global Management, CVC Capital Partners, Clayton Dubilier & Rice en Bain Capital. Volgens Bloomberg was het de buy-out met de grootste hefboomwerking in Europa in 2017. In december 2017 accepteerde Unilever een bod van 6,8 miljard euro van investeringsmaatschappij KKR . De aankoop, die in juli 2018 werd afgerond, werd gefinancierd door Europese en Noord-Amerikaanse private equity-fondsen die onder de controle van KKR staan. De merken in de verkoop vertegenwoordigden ongeveer 7% van Unilevers wereldwijde activiteiten.
In januari 2020 kochten ze Violife, een merk van plantaardige kaas.
Na de dalende margarineverkoop toen consumenten overstapten op boter, richtte het bedrijf zich sinds de zomer van 2020 meer op de "plantaardige" markt, waarbij ook duurzaamheid werd geclaimd, om de verkoop te vergroten. De Groep kondigde ook aan dat het €50 miljoen zou investeren in een faciliteit voor onderzoek en ontwikkeling van plantaardige producten, die eind 2021 moet worden geopend.

## Leiderschap
David Haines, non-executive director van tabaksbedrijf Imperial Brands, werd in juli 2018 benoemd tot CEO. De huidige leden van het Uitvoerend Comité staan vermeld op de Upfield-website.

## Merken
Opmerkelijke merken Upfield zijn onder meer:
- Flora, een margarine
- Violife, een veganistisch assortiment
- Country Crock, margarines en andere levensmiddelen
- Rama, een margarinemerk
- Blue Band, margarines en smeersels met kaas en plantaardig vet
- I Can't Believe It's Not Butter! een smeerbare emulsie van plantaardige olie in water met botersmaak
- Becel, plantaardige margarines
  - ProActiv, een submerk van Becel
- Lätta, een margarinemerk in Zweden en Duitsland
- Bertolli is een merk van Italiaanse voedingsproducten geproduceerd door meerdere bedrijven over de hele wereld met het handelsmerk dat eigendom is van Mizkan Holdings; Upfield produceert een assortiment Bertolli olijfolie spreads
- Elmlea, een assortiment van karnemelk en plantaardige oliemengsels verkocht als roomalternatieven[13]
- Fruit d'Or, een margarine
- Planta of Planta Fin, plantaardige margarines
- Stork

In zuidelijk Afrika (Zuid-Afrika, Botswana, Leshoto en Swaziland) bezit Siqalo Foods, eigendom van Remgro, in plaats van Upfield de rechten op verschillende van deze merken sinds 2017 toen Unilever de aandelen Unilever South Africa overnam van Remgro in ruil voor de spread-afdeling van Unilever South Africa.
Nadat Upfield in 2018 van Unilever was afgesplitst, werd de fabriek in Purfleet-on-Thames gesloten, waardoor 200 medewerkers kwamen te vervallen. Ondermaatse prestaties en buitensporige kosten waren de reden voor de sluiting van de fabriek.
In juni 2020 werd bekend dat Upfield de werkzaamheden van de fabriek in Helsingborg, Zweden, naar het buitenland gaat verplaatsen. De productie van Upfield's kaas- en zuivelproducten zou tegen februari 2021 verhuizen naar een fabriek in Kleve, Duitsland.
Karnemelk werd toegevoegd aan Britse productie van Flora Buttery in 2020 waardoor deze margarine niet langer veganistisch was.
In maart 2021 maakte Upfield bekend dat de fabriek in Rotterdam medio 2022 zou sluiten.
In november 2021 kocht Upfield Unilevers productiefabriek in Cali, Colombia, waar Rama, Violife en Blue Band worden geproduceerd.